# Xanadu

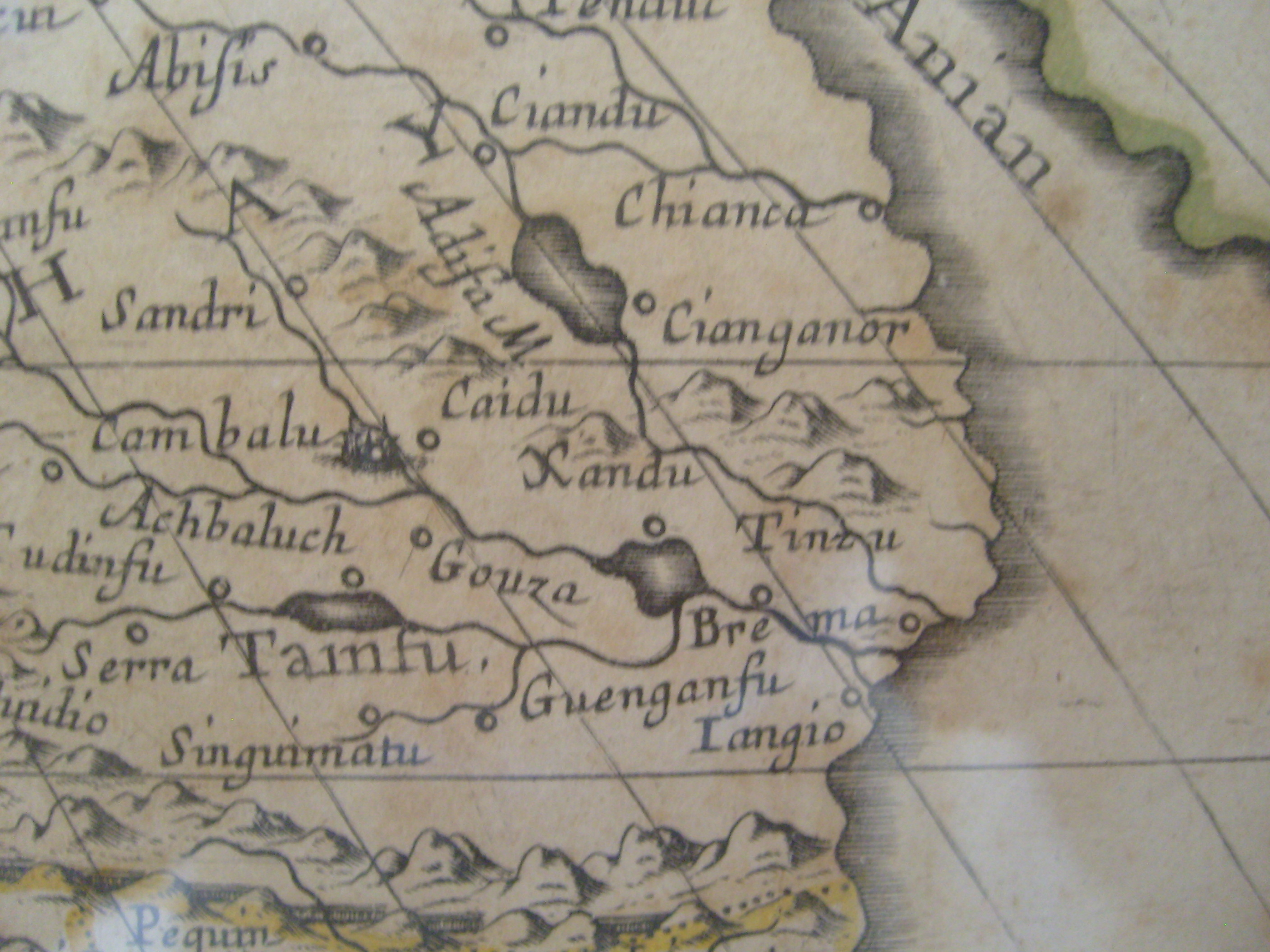
Xanadu su una mappa

Xanadu, in cinese Shàngdū (上都T, 上都S, ShàngdūP, Shang-tuW), in mongolo Šandu, è un'antica città mongola, capitale estiva dell'Impero cinese sotto la dinastia Yuan.
Era conosciuta anche coi nomi di To-lun, Doloon Nuur, Dolon Nor, Dolonnur o Pinyin Duolun ed è situata nell'attuale bandiera di Zhenglan, parte della regione autonoma cinese della Mongolia Interna.

## Storia
La città fu fatta edificare da Kublai Khan (1215-1294) dopo che questi era divenuto imperatore della Cina unificata nel 1271. Nella città fu eretto un fastoso palazzo imperiale, visitato da Marco Polo durante il suo incontro con l'imperatore, così descritto in queste righe tratte da Il Milione:
(Marco Polo, Il Milione, verso 74)
Il palazzo reale era circondato dalla città imperiale e dalla città esterna.
Xanadu fu abbandonata nel XV secolo durante il regno di Yongle.

## Influenza culturale
Il mito di Xanadu riemerge nella letteratura inglese ottocentesca per opera di Samuel Taylor Coleridge, che lo utilizza in uno dei suoi più famosi poemi, Kubla Khan, descrivendo la città come un luogo incantato, esotico e mistico:
(S. T. Coleridge, Kubla Khan; trad. di Alessandro Ceni)
Theodor Holm Nelson, nel 1965, elaborò il progetto Xanadu, da lui definito come un sistema elettronico per la letteratura, dove per letteratura egli intende un sistema in evoluzione di documenti interconnessi, in una sorta di "docuverso", cioè un unico universo di documenti. La struttura di Xanadu conterrebbe così ogni tipo di informazione (letteratura, scienza, cronaca...), sviluppandosi come un ipertesto dove qualunque porzione di un qualsiasi testo può essere annotata, copiata, modificata senza che si perda il collegamento con la versione originale.
I Rush gruppo musicale rock canadese, fra i massimi esponenti del rock progressivo nonché fra i principali precursori del progressive metal, pubblicano nel 1977 l'album A Farewell to Kings, in cui Xanadu è il titolo della seconda traccia. Nel 1980 esce il film Xanadu con la colonna sonora firmata da Electric Light Orchestra e cantata da Olivia Newton-John.
Nel 1984 i Frankie Goes to Hollywood prendono ad ispirazione la Xanadu immaginata nel poema di Coleridge per il loro quarto singolo Welcome to the Pleasuredome
Nel 2004 è stata battezzata Xanadu una grande zona luminosa individuata dalla sonda spaziale Cassini sulla superficie di Titano, il più grande satellite naturale di Saturno.
Nella versione originale del film Quarto potere (1941), Xanadu è il nome del maestoso palazzo fatto erigere dal protagonista Charles Foster Kane.
In un fumetto del 1991, l'autore Don Rosa, famoso soprattutto per far agire Paperon de' Paperoni in contesti estremamente realistici assieme agli altri "paperi" Disney, ambienta a Xanadu il suo personale sequel di due lavori precedenti di Carl Barks, Zio Paperone e la corona perduta di Gengis Khan e Zio Paperone e la dollarallergia. L'opera di Don Rosa si chiama infatti Zio Paperone e il ritorno a Xanadu. Gli abitanti vi vengono descritti come estremamente felici anche se il loro livello di progresso tecnologico è fermo a quello della Cina medievale.